# Castell de Sallent (Pinell de Solsonès)
El castell de Sallent és una torre de guaita que es troba al nucli de Sallent, al municipi de Pinell de Solsonès declarat bé cultural d'interès nacional.

## Descripció
Torre de pedra de planta circular situada al cim d'un turó, damunt l'església de Sant Jaume. Actualment, només es conserva la meitat septentrional de la torre. Té una alçada d'uns 11 metres i està dividida en tres nivells. El nivell inferior no té cap cambra, és massís; al primer nivell es trobava la porta, de la qual es conserva el muntant dret, i al segon nivell hi ha una espitllera. El parament és de grans carreus ben escairats fent filades regulars.

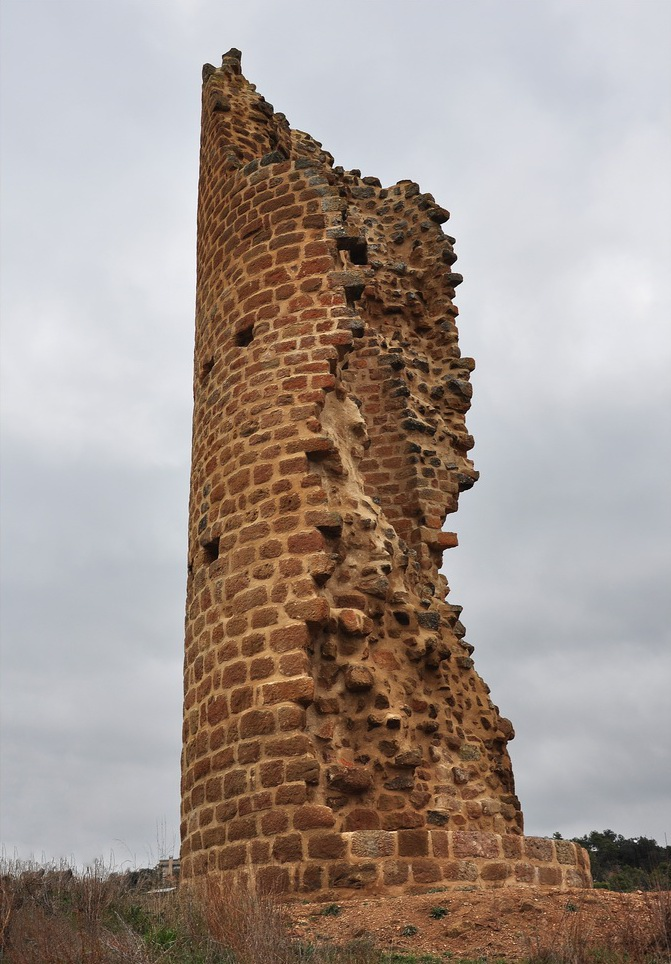
La torre consolidada (12-2010)

El pla on es troba la torre estava fortificat i encara es conserven algunes restes de la muralla.
Tot i que encara no se n'ha trobat cap documentació que així ho acrediti, és plausible que l'antiga casa senyorial de Sallent (actualment coneguda com la rectoria de Sallent), també pugui ser considerada com a part del castell de Sallent, vista la fermesa de la construcció.
A primers d'any del 2010 es feren treballs de consolidació de la torre.